# Dècada del 390 aC

## Esdeveniments
- Intent de cop d'Estat a Esparta
- Guerra de Corint
- Alfabet etrusc clàssic
- A la Xina se signen les condicions sobre bambú per certificar els acords al comerç

## Personatges destacats
- Aristòfanes
- Demòcrit
- Isòcrates d'Atenes